# Leichtathletik-Weltmeisterschaften 2009/Teilnehmer (Aserbaidschan)
| Gelbes Symbol für Goldmedaillen mit stilisierten Olympischen Ringen | Graues Symbol für Silbermedaillen mit stilisierten Olympischen Ringen | Braundes Symbol für Bronzemedaillen mit stilisierten Olympischen Ringen |
| ------------------------------------------------------------------- | --------------------------------------------------------------------- | ----------------------------------------------------------------------- |
| —                                                                   | —                                                                     | —                                                                       |

Der aserbaidschanische Leichtathletik-Verband stellte einen Athleten bei den Leichtathletik-Weltmeisterschaften 2009 in Berlin.

## Ergebnisse

### Männer

#### Laufdisziplinen
| Athlet        | Disziplin | Vorlauf | Vorlauf | Viertelfinale | Viertelfinale | Halbfinale | Halbfinale | Finale  | Finale |
| Athlet        | Disziplin | Zeit    | Platz   | Zeit          | Platz         | Zeit       | Platz      | Zeit    | Platz  |
| ------------- | --------- | ------- | ------- | ------------- | ------------- | ---------- | ---------- | ------- | ------ |
| Ramil Quliyev | 200 m     | 21,12 s | 37      | 20,40 s       | 4             | 20,28 s    | 6          | 20,61 s | 7      |